# Ana Paula Ruvalcaba
Ana Paula Ruvalcaba Vizcaino (* 24. August 2001 in Guadalajara, Jalisco), üblicherweise als Ana Paula Ruvalcaba  bzw. als Ana Ruvalcaba bezeichnet und auch unter dem Spitznamen Pali bekannt, ist eine ehemalige mexikanische Fußballspielerin auf der Position des Torwarts.

## Leben
Ana Ruvalcana wurde 2017 von Chivas Femenil als zweite Torhüterin hinter der als  Stammtorhüterin vorgesehenen Karen Gómez für das Eröffnungsturnier der Liga MX Femenil verpflichtet und kam schnell zu ihren ersten Einsätzen, nachdem Gómez verletzungsbedingt ausfiel. Weil Ruvalcaba zu jener Zeit aber selbst nicht in Bestform war, wurde sie bereits am sechsten Spieltag durch die seinerzeit noch dritte Torhüterin Blanca Félix ersetzt. Am Ende dieser Spielzeit gewann Chivas Femenil die Meisterschaft.
Nach der Saison 2019/20 gab Ruvalcaba, die in 3 Jahren insgesamt 10 Spiele für Chivas Femenil bestritten hat, überraschend ihren Ausstieg vom Profifußball bekannt, um sich ganz auf ihr Studium und andere Tätigkeiten konzentrieren zu können.

## Erfolge
- Mexikanischer Meister: Apertura 2017